# Vidadi Narimanbekov
Vidadi Narimanbekov (en azeri: Vidadi Yaqub-Fərman oğlu Nərimanbəyov , né le 13 juillet 1926 à Caen et mort le 13 décembre 2001 à Bakou) est un peintre azerbaïdjanais, Artiste émérite et Artiste du peuple de la RSS d'Azerbaïdjan, frère du peintre Togroul Narimanbekov.

## Biographie
Le père de Vidadi, Farman Narimanbekov, était originaire de Choucha. Il faisait partie des 40 étudiants envoyées étudier à l’étranger par la République démocratique d'Azerbaïdjan. En Europe il rencontre la parisienne Irma Lya. Vidadi retourne dans son pays natal en 1929 avec ses parents. Farman Narimanbekov est exilé à Kolyma, et sa femme et ses enfants en Ouzbékistan. Après l'acquittement de Farman Narimanbekov, ses deux fils sont éduqués en beaux-arts.

## Études
En 1943, Vidadi Narimanbekov entre à l'École de peinture du nom d'Azim Azimzade. En 1944, il est recruté dans l'armée où il sert pendant six ans. Après avoir été diplômé de l'École de peinture, il étudie à l'Académie des arts et de l'industrie de Saint-Pétersbourg nommée d'après Vera Mukhina en 1953-1956. De 1957 à 1960, il étudie à l'Académie des Arts de Tbilissi. Son travail de diplôme était la peinture «Années difficiles» sur des sujets militaires, devient prioritaire dans son travail. 
En 1961 Vidadi Narimanbekov  devient membre de l'Union des peintres de l'URSS.

## Œuvre
Il reçoit le titre d'Artiste du peuple de la RSS d'Azerbaïdjan en 1982 et l'Ordre de la Gloire (ordre Chohrat) en 2001. L'artiste participe à des expositions d'art de toute l'Union. Ses expositions personnelles ont lieu en France en 1992 et 2000.
Le thème principal de ses œuvres est l'humain. Le bonheur, la tristesse, la joie et d'autres sentiments se reflètent dans ses œuvres. Son tableau Mémoires contient suffisamment de tension et d'excitation. L'œuvre a été exposée avec succès dans les halls d'exposition de 107 pays. Le premier tableau de grand volume de Vidadi Narimanbekov était la peinture monumentale Sur la route (1963).
Les expositions personnelles de Vidadi Narimanbekov ont lieu dans l'ex-URSS, également en Hongrie, en République tchèque, en Bulgarie, en Roumanie, en Algérie, en Finlande et dans 20 autres pays étrangers.
En 2006, l'exposition à l’occasion de son 90e anniversaire a eu lieu au Musée national d'art de l'Azerbaïdjan. 